# Cowdenbeath Football Club
El Clachnacuddin Football Club es un club de fútbol de Escocia, con sede en Cowdenbeath. Fue fundado en 1881 y compite en la Lowland Football League, quinta categoría del fútbol escocés.

## Entrenadores
- John Young (-1905)
- Joe Parker (1905-06)
- Sandy Paterson (1906-24)
- James Richardson (1924-25)
- Scott Duncan (1925-32)
- Sandy Paterson (1932-33)
- John Dougary (1934-38)
- Bill Hodge (1938-46)
- Willie Fotheringham (1946-48)
- George Sweet (1948-51)
- Bobby Baxter (1951-55)
- John Dougary (1955-58)
- Jimmy Mitchell (1958-59)
- Archie Buchanan (1959-60)
- Harry Colville (1960-64)
- Archie Robertson (1964-68)
- Andy Matthew (1968-74)
- Bert Paton (1974)
- Dan McLindon (1974-75)
- Frank Connor (1975-77)
- Paddy Wilson (1977-80)
- Pat Stanton (1980)
- Andy Rolland (1980-82)
- Hugh Wilson (1982-83)
- Willie McCulloch (1983-84)
- John Clark (1984-85)
- Joe Craig (1985-87)
- Dick Campbell (1987)
- John Blackley (1987-88)
- John Brownlie (1988-92)
- Andy Harrow (1992-93)
- John Reilly (1993-94)[1]
- Paddy Dolan (1994-95)
- Tom Steven (1995-97)
- Sammy Conn (1997)[2]
- Craig Levein (1997-00)[3]
- Peter Cormack (2000)[4][5]
- Gary Kirk (2000-02)
- Keith Wright (2002-04)[6][7]
- David Baikie (2004-05)[8][9]
- Mixu Paatelainen (2005-06)[10][11]
- Brian Welsh (2006-08)[12][13]
- Danny Lennon (2008-10)[14][15]
- Jimmy Nicholl (2010-11)[16][17]
- Colin Cameron (2011-13)[18]
- Jimmy Nicholl (2013-15)[19][20]
- Colin Nish (2015-16)[21][22]
- Liam Fox (2016-17)[23][24]
- Gary Locke (2017)[25][26]
- Billy Brown (2017)[26][27]
- Gary Bollan (2017-21)[28]
- Maurice Ross (2021-23)
- Calum Elliot (2023-24)
- Dougie Hill (2024-)

## Palmarés

### Torneos nacionales
- Segunda División de Escocia (3):[29] 1913-14,[30] 1914-15,[31] 1938-39[32]
- Tercera División de Escocia (1): 2011-12[33]
- Cuarta División de Escocia (1): 2005-06[34]

### Torneos locales
- Fife Cup[35] (24) - 1884-85, 1888-89, 1889-90, 1890-91, 1892-93, 1901-02, 1903-04, 1904-05, 1909-10, 1915-16, 1916-17, 1923-24, 1925-26, 1927-28, 1928-29, 1934-35, 1970-71, 1983-84, 1985-86, 1987-88, 1988-89, 1995-96, 2013-14, 2016-17

## Récords
- Mayor victoria: 12–0 vs Johnstone en la Scottish Cup el 21 de enero de 1928[41]
- Peor derrota: 1–11 vs Clyde el 6 de octubre de 1951[41]
- Mayor asistencia de local: 25,586 vs Rangers el 21 de septiembre de 1949[41]